# Opilio insolitus
Opilio insolitus is een hooiwagen uit de familie echte hooiwagens (Phalangiidae).